# Bembidion auratum
Bembidion auratum är en skalbaggsart som först beskrevs av Perkins 1917.  Bembidion auratum ingår i släktet Bembidion och familjen jordlöpare. Inga underarter finns listade i Catalogue of Life.